# Kazinczy Ferenc emlékezete Erdélyben
Kazinczy Ferenc emlékezete Erdélyben A magyar felvilágosodásnak és a nyelvújítási mozgalomnak a Bihar megyei Érsemlyénben 1759. október 27-én született vezére nemcsak születése révén kötődik a Partiumhoz, gyermekévei egy részét is itt, nagyapja házában töltötte.

## Kazinczy és erdélyi barátai
Kazinczy Ferenc kapcsolatban állt az erdélyi jakobinusokkal, s a börtönből való szabadulása után, 1816-ban személyesen is meglátogatta erdélyi barátait. E látogatásnak, erdélyi utazásának emlékét őrzi számos kiadásban megjelent és ma is eleven munkája, az Erdélyi levelek s a Hunyad megyei Piski mellett, a dédácsi parkban születése centenáriumán állított emlékoszlop, szellemi hatását pedig az erdélyi irodalmi és művelődési élet számos későbbi kezdeményezése.

## Kazinczy emlékezete 1859 után
Az 1859-i Kazinczy-ünnepségek után több mint fél évszázadon át a jeles író és irodalomszervező emlékezete elsősorban az irodalomtörténet-írás művelőinek munkásságában élt tovább. Az életére és írói kapcsolataira vonatkozó dokumentumok számát erdélyi kutatók – K. Papp Miklós, Jakab Elek, György Lajos, Dékáni Kálmán közleményei gazdagították, s jelentősek voltak azok a szaktanulmányok, közlemények is, amelyek a kor jeles íróival, így Csokonaival (Hindy Árpád, 1886; Gyalui Farkas, 1895), Döbrentei Gáborral (Széchy Károly, 1899), Kisfaludy Sándorral (Sámuel Aladár, 1891), Batsányival (Zayzon Ferenc, 1901), Ponori Thewrewk Józseffel (Kristóf György, 1917) való kapcsolatát elemezték.
Ugyanebben az időszakban erdélyi utazásaival és azok művelődéstörténeti jelentőségével is többen foglalkoztak (Téglás Gábor, 1888; Váczy János, 1905; Kristóf György, 1912), sőt a Kazinczy-mű egészét bemutató átfogó tanulmányok is jelentek meg: Széchy Károly Kazinczy Ferenc működése és hatása (Kolozsvár, 1897) címmel önálló munkát jelentetett meg, Mórocz Gyula Kazinczynak a magyar szépprózai nyelv fejlődésében játszott szerepét vizsgálta (a székelyudvarhelyi Római Katolikus Gimnázium értesítőjében, 1874), Imre Lajos a Botcsinálta doktor és annak Kazinczy-féle magyarítása összehasonlító vizsgálatát végezte el (1888), Sámuel Aladár (1891) és Kristóf György (1912) Kazinczy vallási nézeteit ismertette, Barabás Ábel pedig szintén önálló kötetben (Temesvár, 1907) a magyar nyelvre és irodalomra gyakorolt hatásával foglalkozott.
A Kazinczy-örökség értelmezésében és az utókornak ez örökséghez való viszonyában külön említést érdemelnek Ady Endrének a század eleji szellemi életben nagy visszhangot kiváltott cikkei a Budapesti Naplóban (Az érsemlyéni botrány; Szegény Kazinczy).

## Kazinczy emlékezete a két világháború közt
Egy szórványos jelentkezést (Perényi József 1927-es tanulmányát Kazinczy és Aranka György kapcsolatáról) nem számítva, az író halálának centenáriuma 1931-ben fordította újra feléje a romániai magyar olvasóközönség figyelmét. Az Ellenzék 1931. augusztus 23-i számában nagyobb összeállítást közölt Kazinczy erdélyi verseiből, a lap kiküldött tudósítója pedig arról számolt be, hogy "áll még Kazinczy Ferenc szülőháza Érsemlyénben", s hogy közelében egy kis térségen megvan még a falu másik nagy szülötte, Fráter Lóránd által felállított Kazinczy-szobor is.
Az évforduló alkalmából ünnepséget rendeztek az író szülőfalujában, s a szobor körüli kis kert gondozása az iskola tanulóinak is szép foglalatossága. Az évforduló alkalmából a Pásztortűz, (1931/17) az Erdélyi levelekből közölt részleteket, s Ligeti Ernőtől cikket is (1931/18); a Keresztény Magvetőben Gál Kelemen (1932/2), az Erdélyi Múzeumban Rass Károly (1932/7–9) közölt megemlékező cikket, tanulmányt.
Az EME 1931-es vándorgyűlése is adózott az író emlékének, itt Kristóf György tartott előadást Kazinczy és Erdély címmel (szövege később megjelent: ETF 44. és Hazai utazók Erdélyben c. kötetben). Ugyancsak Kristóf György látta el bevezető tanulmánnyal az Erdélyi Ritkaságok sorozatban megjelent Erdélyi leveleket (Kolozsvár, 1944), rámutatva Kazinczy sokoldalú és az erdélyi román népéletre is kiterjedő érdeklődésére.
Az évforduló után Kazinczy Ferenc emlékezetének csendesebb évei következtek. Erre az időszakra esik viszont Jancsó Elemér érdeklődésének kezdete Kazinczy és az erdélyi jakobinus mozgalom résztvevői közötti kapcsolatok iránt, ő először 1936-ban szentelt jelentős helyet ennek a kérdésnek A magyar szabadkőművesség irodalmi és művelődéstörténeti szerepe a 18. században c. könyvében (Kolozsvár, 1936), majd Aranka Györgyről és Döbrentei Gáborról írott nagyobb tanulmányaiban (Kolozsvár, 1939 és 1944) világította meg a Kazinczy-mű erdélyi kapcsolatainak újabb összefüggéseit. De jelentek meg más tanulmányok, cikkek is, Pogány Albert Kazinczynak kortársaira gyakorolt hatásával foglalkozott (Kristóf György Emlékkönyv, Kolozsvár, 1939), Féja Géza (1940) és Lengyel Balázs (1941) erdélyi utazásainak eseményeit elevenítették fel, Veégh Sándor pedig (Hitel, 1942/5) leveleinek a román népélettel kapcsolatos megfigyeléseit elemezte.

## Kazinczy emlékezete a II. világháború után
1944 után a romániai magyar Kazinczy-kutatások elsősorban Jancsó Elemér nevéhez fűződtek, aki az 1950-es és az 1960-as években a jakobinus Kazinczy bemutatására helyezte a hangsúlyt. Tanulmányt közölt a jakobinus mozgalomhoz vezető útjáról (A Kolozsvári Bolyai Tudományegyetem Emlékkönyve, 1956, 367–96.), fogság utáni felvilágosító tevékenységéről (NyIrK, 1960/1–2), s összefoglaló képet nyújtott pályájáról A magyar irodalom a felvilágosodás korában c. egyetemi tankönyvében is (Kolozsvár, 1969). Közben sajtó alá rendezte Kazinczy válogatott munkáit (1960), majd a Fogságom naplóját (1969); ez utóbbi Rohonyi Zoltán bevezető tanulmányával a Tanulók Könyvtárában újabb kiadásban jelent meg (1976). Ugyancsak Jancsó Elemér irányította Kazinczy műve felé tanítványai érdeklődését, V. Szendrei Júlia az Erdélyi levelek keletkezéstörténetéhez szolgáltatott új adalékokat (Studia Universitatis Babeș et Bolyai 1958), Rohonyi Zoltán pedig Kazinczy és a szentimentalizmus címmel közölt elemző eszmetörténeti tanulmányt (NyIrK, 1969/2).
Kazinczy munkássága a román–magyar kapcsolattörténet és összehasonlító folklórkutatások számára is érdekes, fontos anyagot kínált. Gáldi László Kazinczynak a román nyelvről való vélekedésével foglalkozott (Acta Lingvistica, 1957, fasc. 1–2), Domokos Sámuel az első magyar nyelvre fordított román népköltészeti alkotás, a Ponori Thewrewk József tolmácsolta Brumărelul c. népballada megjelentetésében játszott szerepét világította meg (A román irodalom magyar bibliográfiája. Bevezető), Faragó József a Kazinczy által fonetikusan lejegyzett eredeti és a fordítás összehasonlító elemzését végezte el (Művelődés, 1977/8).
A román olvasóközönség először Kristóf György román nyelvű magyar irodalomtörténetében (Kolozsvár, 1934) kapott összefoglaló képet a nyelvújítás vezéregyéniségének irodalmi munkásságáról, később pedig a magyar irodalom nagy román antológiája közölte rövid életrajzi bevezetővel A nagy titok, A sonetto múzsája, Híven szeretni c. verseinek és a Fogságom naplója egy részletének fordítását (Antologia literaturii maghiare I. 1965).
Az 1970-es években a romániai magyar irodalomban Kazinczy fogságélménye vált a mű és az író erkölcsi jelentőségét hangsúlyozó alkalommá, Benkő Samu esszében foglalkozott vele (A helyzettudat változásai. 1977. 368–70.), Kányádi Sándor pedig egy, a kufsteini börtönben tett látogatás nyomán mutatta fel a fogság és az emberi szenvedés fölé emelkedő író példáját Kufsteini grádicsok éneke c. költeményében. Az író halálának 150. évfordulója adott újabb alkalmat a Kazinczy-kultusz feltámasztására.
Az Utunkban (1981/36) Szilágyi Júlia Kazinczytól Kazinczyig címen az író egykori Orpheus c. lapjának címében fedezte fel a művészettel elbűvölő nagyság jelképét. A Hét hasábjain (1981/33) Rohonyi Zoltán Az irodalmi vezér szerepköre c. alatt rendezett ankétot, egy héttagú diákcsoport pedig a szociálpszichológia segítségével térképezte fel a Kazinczy-pályát.